# Asdrúbal Baptista
Asdrúbal Baptista Troconis (Mérida, 17 de febrero de 1947- 
Barranquilla, 25 de junio de 2020) fue un economista, abogado, profesor universitario y editor venezolano. Fue brevemente ministro para la Reforma de la Economía durante el gobierno de Rafael Caldera, y presidente de la Academia Nacional de Ciencias Económicas de Venezuela, además de ser profesor titular vitalicio del Instituto de Estudios Superiores de Administración (IESA) y de la Universidad de Los Andes de Venezuela, y catedrático de la Universidad de Cambridge.  
Durante su carrera, Asdrúbal Baptista desarrolló una extensa e importante obra que cubre un amplio espectro de la ciencia económica, incluyendo análisis acerca de la evolución histórica del pensamiento económico, la economía política, la economía petrolera y la realidad económica venezolana.   

## Carrera
Asdrúbal Baptista nació en Mérida, en Venezuela el 17 de febrero de 1947, donde estudió en la Universidad de Los Andes y se graduó de economista en 1968 y en derecho en 1969. Su padre estuvo preso cinco años durante la dictadura de Juan Vicente Gómez en un proceso al margen del derecho y la legalidad.
Regentó el Andrés Bello Fellowship entre octubre de 1976 y julio de 1977, un programa del Banco Central de Venezuela que permite «a investigadores y académicos venezolanos la oportunidad de fortalecer su desarrollo académico e intelectual en un entorno de alta exigencia, disponiendo de recursos institucionales y ambiente de trabajo excepcionales» en el St. Antony’s College, Universidad de Oxford, Inglaterra.

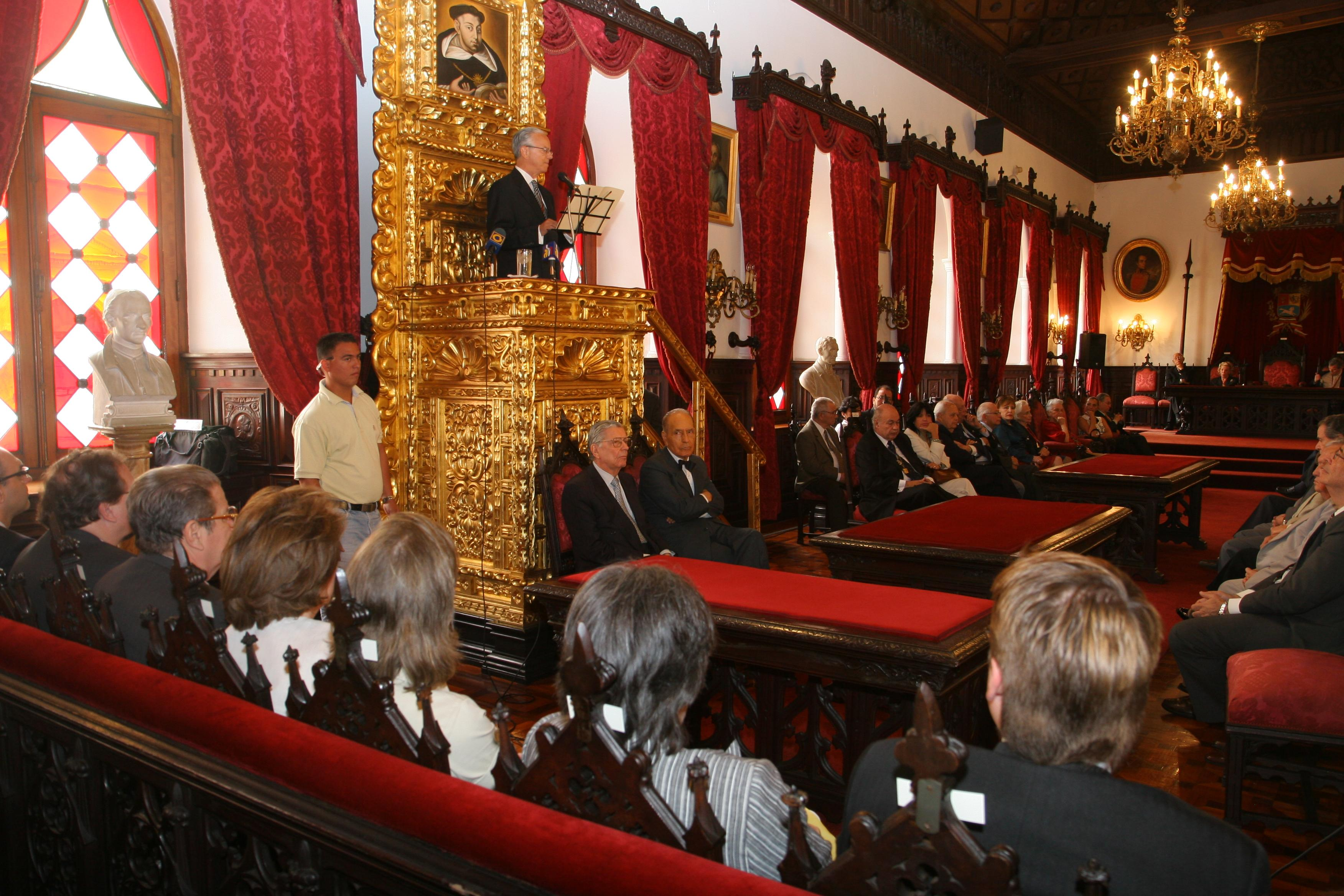
Asdrúbal Baptista en una rueda de prensa.

Fue miembro fundador de la Academia Nacional de Ciencias Económicas de Venezuela, ocupando el sillón número 15 desde 1984. Presidió esa institución desde 2007 hasta 2009. Fue fundador del Consejo Nacional de Estudios de Postgrado y Editor en Jefe de la Revista del Banco Central de Venezuela. Entre octubre de 1991 y noviembre de 1992 fue académico visitante en la Universidad de Harvard. 
En enero de 1994 fue nombrado por Rafael Caldera como Ministro de Estado para la Reforma de la Economía, un cargo creado para él. Después de tres meses en el cargo, en marzo de ese año, lo abandonó, básicamente por su desacuerdo con el proyecto de apertura petrolera. En 2002 fue catedrático Simón Bolívar de la Universidad de Cambridge, Inglaterra.
En 2010 publicó un producción audiovisual de dos horas y media de duración titulada Pensamiento económico universal, producido por Cinesa y dirigido por Andrés Crema. En ella hace un repaso por los aportes de los grandes pensadores económicos.

## Vida personal
Fue nieto de Leopoldo Baptista, quien fue presidente del estado Trujillo y fue también ministro de la república a comienzos del siglo XX. 

## Publicaciones
Baptista escribió 26 libros a lo largo de su vida, la mayoría investigaciones económicas, muchas de estas referidas al petróleo.
De sus obras más importantes, destacan dos. La primera, Teoría económica del capitalismo rentístico: economía, petróleo y renta, en donde describe detalladamente todos los aspectos relacionados con la característica rentística de la economía venezolana, llegando a la conclusión de que esa estructura económica era insostenible y que llevaría a un inevitable colapso. Su segunda obra destacada es Bases cuantitativas de la economía venezolana, en donde elabora las series estadísticas macroeconómicas de Venezuela desde 1830 hasta 2017, presentado en tomos diferentes.
- La Teoría Económica de Michal Kalecki (Universidad de Los Andes, 1979).
- Controversias en la Historia de la Economía Política: David Ricardo y Thomas Malthus (Universidad de Los Andes, 1979).
- El Sistema Intelectual de Adam Smith: Ciencia e Historia (Universidad de Los Andes, 1980).
- Gasto Público y Distribución del Ingreso. En G.Flichman, L.Hagedoorn y J.Stroom, Renta del Suelo y Economía Internacional, G.Flichman, L.Hagedoorn y J.Stroom (Ámsterdam, 1981).
- El Ámbito de la Ciencia Económica (Universidad de Los Andes, 1982).
- Más allá del optimismo y del pesimismo: las transformaciones fundamentales de Venezuela. En Naím, M., Piñango, R., El Caso Venezuela, Una Ilusión de Armonía (IESA, 1984).
- Un Esbozo de la Historia del Pensamiento Económico Venezolano (Academia de Ciencias Económicas, 1985).
- Keynes (Academia de Ciencias Económicas, 1986).
- De la Vida Intelectual del Economista (Academia de Ciencias Económicas, 1988).
- Turgot: Reflexiones acerca de la Formación y Distribución de la Riqueza (Academia de Ciencias Económicas, 1991).
- Bases Cuantitativas de la Economía Venezolana: 1830-1990 (Ediciones Corporativas, 1991).
- Acerca del Liberalismo (Academia de Ciencias Económicas, 1991).
- El Petróleo en el Pensamiento Económico Venezolano (IESA, 1992, con Bernard Mommer).
- Límites de la economía política. Consideraciones acerca de una ciencia histórica (Panapo, 1996).
- El Petróleo en el Pensamiento Económico Venezolano (IESA, 1997).
- Bases Cuantitativas de la Economía Venezolana: 1830-1995 (Fundación Polar, 1997).
- Teoría Económica del Capitalismo Rentístico: Economía, Petróleo y Renta (IESA, 1997).
- David Hume: tres ensayos económicos (BCV, 1998).
- Cinco Ensayos Económicos (BCV, 1999).
- Venezuela siglo XX: Visiones y testimonios (I, II y III Fundación Polar, 2000).
- El encuentro con Alberto Adriani (Fundación Alberto Adriani, 2000).
- Un buen número = una buena palabra (Fundación Polar, 2000).
- El futuro como origen de la historia. En Baptista, A, Venezuela siglo XX: Visiones y testimonios III (Fundación Polar, 2000).
- El relevo del capitalismo rentístico: hacia un nuevo balance de poder (Fundación Polar, 2004 y 2006).
- Itinerario por la Economía Política (IESA, 2008).
- Teoría Económica del Capitalismo Rentístico (BCV, 2010).

### Otras publicaciones
- Bibliografía Socio-Económica de Venezuela. Prólogo, 1989.
- Rómulo Betancourt: Historia y Contemporaneidad. Comentario, 1989.
- Reflexiones sobre la posmodernidad, de José L. Vethencourt. Prólogo, 1998.
- Auge y caída de la empresa nacional. Monografías, 1999.
- Pensamiento económico universal. Documental, 2010. Producciones Cinesa.